# Faxfjället
Faxfjället är ett fjäll i nordvästra Dalarna på gränsen till Norge, norr om Sälen och Stöten. Det utgör en del av Skarsåsfjällen. Det har funnits planer på att exploatera fjället genom att uppföra skidliftar och stugområden.